# Santiago de Murcia
Santiago de Murcia (Madrid, 25 de julio de 1673 — Madrid, 25 de abril de 1739) fue un guitarrista y compositor español del período barroco.

## Biografía
Hijo de Juan de Murcia y Magdalena Hernández, nació en Madrid el 25 de julio de 1673 y fue bautizado el 9 de agosto del mismo año en la Parroquia de San Sebastián.
Pudo estar relacionado con los lauderos Gabriel y Antonio de Murcia. Aunque esto nunca ha sido probado, el segundo era natural de Guadalajara (España), misma ciudad de donde provenía el padre del guitarrista, lo que hace probable que fueran parientes.
Aunque Murcia menciona al guitarrista y compositor Francisco Guerau en la introducción de su colección impresa de música para guitarra, no hay evidencia de que realmente haya estudiado con él.
En mayo de 1695 se casó con Josefa García. En su expediente matrimonial, informa que era parroquiano de San Martín hacía cinco años y que vivía en la calle del Escorial en casas de Francisco Aspur. Su esposa, ocho años mayor que él, era parroquiana de San Luis y había nacido en Valdemoro.
En su Resumen de acompañar la parte con la guitarra, impreso en 1714, Murcia se describe a sí mismo como el maestro de guitarra de la reina de España María Luisa de Saboya. Los documentos del Palacio Real confirman que ocupó este puesto de 1704 a 1706. Saboya fue la primera esposa del primer rey Borbón de España, Felipe V, nieto de Luis XIV de Francia, quien sucedió en el trono a Carlos II en noviembre de 1700. En abril de 1702, Felipe V viajó a visitar sus posesiones en Italia, nombrando regente a María Luisa en su ausencia. Aunque se ha sugerido que Murcia pudo viajar junto a él a Nápoles, Italia, donde pudo conocer a compositores como Arcangelo Corelli o Alessandro Scarlatti, no hay evidencia que lo confirme.
Su Resumen de acompañar es la primera fuente musical española que incluye sistemáticamente danzas francesas. Esto resulta comprensible no solo por el creciente influjo cultural de Francia en la época, sino también porque la reina tenía a un maestro de danza francés, Nicolas Fonton, y Murcia era parte de su círculo.

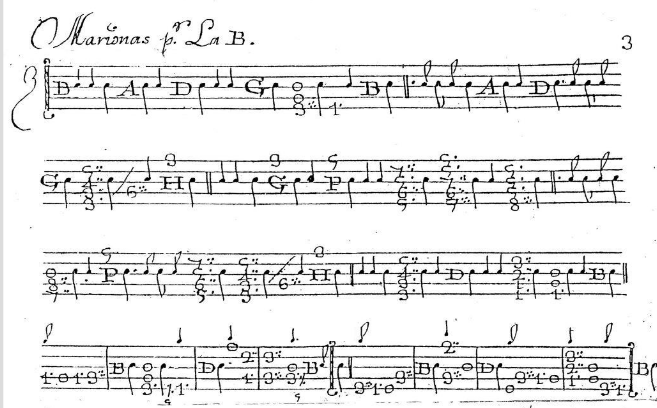
Marionas por la B de Santiago de Murcia, del Codex Saldívar 4 (c. 1730).

Dicha obra está dedicada a Jacome Francisco Andriani, Enviado Extraordinario en Madrid de los Cantones Católicos (las áreas de Suiza que seguían siendo Católicas tras la Reforma) y nombrado en 1712 Caballero de la Orden de Santiago.
Además del Resumen de acompañar, se conocen otras tres colecciones de obras atribuibles a Santiago de Murcia, todas manuscritas. Dos de ellas -Passacalles y obras de guitarra por todos los tonos naturales y accidentales y el Codex Nº4- fueron halladas originalmente en México. La primera perteneció a fines del siglo XIX a Julian Marshall, quien la adquirió en México y más tarde la vendió a la British Library de Londres. El Códice Saldívar n.º 4 fue encontrado en 1943 en León, México por el musicólogo Gabriel Saldívar y Silva. Aunque, a diferencia de la anterior, no lleva atribución, Michael Lorimer se percató de que su caligrafía era idéntica a la de Passacalles y obras, lo que le llevó a asignarla al guitarrista español.
Esta atribución, ampliamente aceptada por los especialistas, se vio confirmada definitivamente a comienzos del siglo XXI por la aparición de un tercer manuscrito, esta vez atribuido a Murcia, que fue encontrado en Santiago de Chile por el musicólogo Alejandro Vera y que presentaba concordancias de obras tanto con Passacalles como con el Códice. Se trata de Cifras selectas de guitarra, manuscrito que combina danzas españolas con pasacalles en distintas tonalidades y danzas francesas agrupadas en suites, entre otras piezas.
El hecho de que tres de las fuentes de Murcia hayan sido encontradas en Latinoamérica hace probable que él mismo las enviara allí aprovechando lo contactos que tenía. Aunque nada ha sido probado al respecto, se sabe que Andriani, dedicatario del Resumen de acompañar, mantenía en 1718 correspondencia con un religioso franciscano de Chile y tenía amplios vínculos con el Nuevo Mundo. Asimismo, en su declaración de pobre (o testamento sin bienes) otorgado en 1729 en Madrid, junto con nombrar como única heredera a su sobrina, Josefa Palacios, Murcia dejó sus "papeles de música" a cuatro sujetos, dos de los cuales (los hermanastros Pedro Juan e Iñigo de Garaicochea) habían vivido parte de su infancia en México y aún cobraban rentas allí.
Santiago de Murcia falleció en Madrid el 25 de abril de 1739 y fue enterrado en el Cementerio de la Buena Dicha, anexo a la parroquia de San Martín.

## Técnica y estética

### El tratado de acompañamiento
Las 56 primeras páginas de Resumen las ocupa un tratado de acompañamiento. Empieza presentando un sistema de notación abreviada de acordes rasgueados por medio de letras mayúsculas. Sigue su tratado con ejemplos de cadencias en 19 tonalidades a las que denomina los ocho tonos naturales y otros accidentales. El tratado sigue con una serie de modelos de los cifrados más frecuentes en cada uno de los grados de la escala cromática y de las series de acordes más comunes que aparecen en relación con ellos. A continuación muestra las cifras de tablatura que corresponden a las notas del tiple, anotadas con diferentes alteraciones y en varias claves
Murcia realiza numerosos ejemplos de Resumen a tres voces, sin mezclar las técnicas de rasgueado y punteado. No siempre señala la alteración en el bajo, si esta se deduce por el contexto. Atiende sobre todo a la función armónica y a su sonoridad característica más que a la marcha de las voces.

### Compases
En el tratado Resumen los compases definen las características básicas del acompañamiento y del estilo de la música. Los lugares en que deben tocarse acordes en cada compás dependen de tres circunstancias: las exigencias del bajo cifrado, la velocidad de la música y las posibilidades del ejecutante. Los compases ejemplificados son el compasillo, que ocupa una redonda, con acordes cada negra. Este compás suele utilizarse en los pasacalles, pero también en diferencias sobre temas españoles, en las alemandas y en los preludios.
Otro compás que utiliza es el compás mayor, utilizando el símbolo ₵, que dura una cuadrada, con acordes en las blancas. Este compás aparece en piezas tituladas allegro, ayre, burlesca, gavota, marcha, rondó y otras contradanzas francesas.
Los compases ternarios, escritos con el signo 3, reciben en el tratado el nombre genérico de proporción y pueden durar indistintamente tres redondas, blancas o negras. En los ejemplos de Resumen aparecen con notación blanca. Si hay notas negras éstas indican una hemiola, en que tres notas valen dos compases.

### Encordado y afinación
En el Resumen señala que los cinco órdenes de la guitarra en vacío corresponden con los “signos” de Alamire, Dlasore, Gsolreut, Bfabmi y Elami. Estos "signos" corresponden a determinadas notas según el sistema teórico medieval de los hexacordos.
La guitarra de Murcia está trasteada a intervalos de semitonos iguales. Esta afinación se basa en la tabla incluida en Resumen, que señala los nombres de las notas de los cinco órdenes hasta el traste doceno y las notas sostenidas son presentadas también con el nombre de su sonido enarmónico en bemol. Otra razón es la capacidad moduladora del instrumento, que interesaba a todos los guitarristas españoles, esto queda reflejado en la tabla del Códice.

### Adornos
Los adornos constituyen una parte esencial de su escritura, en la que se presentan tanto en forma explícita (textura, rasgueado y punteado, ligados, coulée, passaggio) como abreviada, por medio de signos convencionales (trino, mordente, apoyatura, vibrato). 
El glissando se indica por medio de dos notas ligadas con el mismo dedo de la mano izquierda, lo que obliga a deslizar ese dedo entre los trastes señalados. 

### Forma
Las formas de las obras de Murcia están íntimamente ligadas a los géneros musicales (contradanzas francesas, suites, variaciones). Además de por el género, sus obras están agrupadas por afinidad tonal. Con las danzas del Resumen y piezas del Códice se pueden elaborar pequeñas suites.

### Notación
Sus obras aparecen en tablatura. Murcia anota cuidadosamente la digitación de la mano izquierda en Passacalles y Códice. Para los adornos con notas repetidas (trinos, mordentes y sus combinaciones con apoyaturas), y ligados, prefiere no utilizar dedos contiguos, sobre todo si el anular estuviera en juego.
El Resumen presenta el característico abecedario. Se trata del mismo abecedario con que empieza la tablatura del Códice, en el que se detallan las digitaciones correspondientes a 28 acordes diferentes. La tabla de Códice está encabezada por un pasacalle que ejemplifica la secuencia de rasgueados hacia arriba y hacia abajo, su ritmo, y el momento en que cambia la armonía. 

## Géneros musicales

### Contradanzas francesas
Resumen contiene 71 danzas de los libros de Raoul-Auger Feuillet y Louis Guillaume Pécour publicados entre 1700 y 1706, y Códice, trece de ellas. Las versiones de Murcia son básicamente funcionales, y en Resumen mantiene las mismas tonalidades y compases que en las ediciones de Feuillet y Pécour. De las trece contradanzas francesas de Códice, diez aparecen en Resumen. Las versiones de Códice son algo más elaboradas, con una variación añadida tras la danza en algunos casos, y diferencias en la tonalidad, en los adornos y en la marcha de las voces.

### Minuetos
Murcia incluye 26 minuetos en Resumen y 17 en Códice. Son piezas sencillas y breves, agrupadas por tonalidad. Además de estas colecciones de minuetos, otros cinco aparecen entre los movimientos de las once suites de Passacalles.

### Suites
Hay tres suites en Resumen, originales de Murcia, y once en Passacalles, que mezclan movimientos del guitarrista español con los de autores extranjeros, de estilo francés.
Las once suites de Passacalles oscilan entre 6 y 12 movimientos, incluyendo además de un preludio y los cuatro movimientos básicos, otros opcionales, como aire burré, burlesca, canción, gavota, minueto, rigodón y rondó. En ocasiones se presenta más de una giga en el mismo tono, y el autor a veces señala que la segunda es una opción más fácil. 

### Variaciones
Es el único género que está ampliamente representado en los tres libros de Murcia. Se trata de una forma característica española, ya que fueron artistas de esta nacionalidad los que la consolidaron como función musical y práctica interpretativa. Seis piezas del Resumen, los catorce pasacalles de la obra del mismo título y las treinta y ocho primeras composiciones de Códice, son series de variaciones.
Entre las variaciones, incluye cuatro series de folías, que ejemplifican distintos estilos nacionales: Folías muy despacio al estilo de Francia (Resumen), Folías españolas (Códice), Folías gallegas (Códice) y Folías italianas despacio (Códice). 
Tres series de variaciones de Códice tienen el mismo título básico de Jácaras: Jácaras de la costa, Jácaras francesas y Jácaras por la E. Los elementos comunes son un compás ternario, frases de dos secciones de cuatro compases.

### Obras italianas
Italia fue el país que con mayor vigor hizo sentir su influencia en la España del s. XVIII. El aprecio hacia Corelli queda manifiesto en Passacalles e incluye cuatro movimientos del autor italiano. Murcia construye su Tocata de Corelli (Passacalles) con movimientos de diferentes obras del compositor italiano. En la Tocata de Corelli destaca el estilo de la transcripción, combinando rasgueado y punteado, y queda patente el hecho de que Murcia, como otros compositores de la época, presenta una versión ornamentada de las obras de Corelli, lo que hace tanto por medio de trinos, mordentes, apoyaturas y vibratos, como con ágiles escalas ligadas.
Varias obras más siguen el estilo de Corelli, como Canción o tocata (Códice) y Giga (Passacalles). Murcia escribe movimientos de estilo italiano intercalados en sus suites. Allegro (Passacalles) reaparece en Códice formando parte de una sonata en tres movimientos (Allegro-Grave-Allegro). Este Allegro (Códice) recuerda a la música de Scarlatti, como señala Michael Lorimer, por su ritmo incisivo, los breves motivos melódicos repetidos y la yuxtaposición de modo mayor y su relativo menor.

### Obras misceláneas
En Passacalles hay varias piezas independientes insertadas en las suites de su misma tonalidad, como una Ydea especial de clarines, que es una batalla a la que siguen otros movimientos del mismo carácter de apéndice de los movimientos principales. La Canción (Resumen) es otra pieza que no forma parte de las contradanzas francesas.

## Obra conocida
- 1714: Resumen de acompañar la parte con la guitarra
- 1722: Cifras selectas de guitarra [17]
- ca. 1730: Codex Nº4
- 1732: Passacalles y obras